# Bảo tàng Liptov
Bảo tàng Liptov (tiếng Slovakia: Liptovské múzeum) là một bảo tàng tọa lạc tại số 10 Quảng trường Š. N. Hýroša, thành phố Ružomberok, vùng Žilina, Slovakia. Hiện tại, giám đốc của bảo tàng là Martin Krupa.

## Lịch sử
Trụ sở của bảo tàng là một tòa nhà được xây dựng trong khoảng thời gian 1935 - 1937, dựa trên bản thiết kế của các kiến trúc sư Július Lehocký và Ján Štefanec. Viên đá nền móng của tòa nhà bảo tàng đã được linh mục Andrej Hlinka thánh hiến. Bảo tàng Liptov ở Ružomberok là một tổ chức của khu vực tự quản Žilina kể từ năm 2002.

## Triển lãm
Các cuộc triển lãm của bảo tàng mô tả các khía cạnh khác nhau của vùng Liptov, bao gồm lịch sử, thực vật, và động vật. Ngoài ra, bảo tàng cũng thường xuyên được sử dụng làm địa điểm tổ chức nhiều cuộc triển lãm nghệ thuật.
Bảo tàng Liptov ở Ružomberok có các chi nhánh là Bảo tàng Dân tộc học và Cừu Liptovský Hrádok, Bảo tàng Đại bàng đen, Bảo tàng làng Liptov ở Pribylina, Bảo tàng Dân tộc học Liptovský Hrádok, Bảo tàng Khảo cổ học trong tự nhiên NKP Liptovská Mara - Havránok, Lâu đài Likava, Nhà thờ Các Thánh ở Ludrová, và một số địa điểm khác.